# Liste de jeux Romstar
Cet article répertorie la liste de jeux édités par Romstar sous licence de divers développeurs.

## LicenceTaito
- Tiger Heli
- Arkanoid
- Bubble Bobble
- Arkanoid: Revenge of Doh
- Twin Cobra
- Sky Shark
- Aqua Jack
- Battle Lane Vol. 5
- Final Blow
- Top Speed
- Kageki
- Tokio
- Rambo 3
- China Gate
- Thundercade
- Super Qix
- The Ninja Warriors
- Kickstart
- Great Swordsman
- Tournament Arkanoid

## LicenceCapcom
- 1942
- Ghosts'n Goblins
- Side Arms: Hyper Dyne
- Trojan
- Black Tiger
- Gun.Smoke
- Tiger Road
- F-1 Dream
- The King of Dragons
- Varth: Operation Thunderstorm
- SonSon

## LicenceSNK
- Baseball Stars 2
- Time Soldiers
- Sky Soldiers
- Gold Medalist

## LicenceSeta
- Castle of Dragon
- DownTown
- Cal.50: Caliber Fifty
- Arbalester
- Thunder and Lightning (en)
- Meta Fox
- Nolan Ryan's Baseball

## LicenceToaplan
- Out Zone
- Snow Bros.: Nick and Tom
- Fire Shark
- Vimana
- Ghox
- Pipi and Bibi's

## Divers
- Double Dragon II: The Revenge
- Bloody Wolf
- Flashgal
- Empire City: 1931
- Skeet Shot
- Popshot
- Championship Bowling